# Barkan
Barkan (hebrejsky בַּרְקָן, podle místního jména „Chirbet Burak“ – חרבת בוראק, v oficiálním přepisu do angličtiny Barqan, přepisováno též Barkan) je izraelská osada a vesnice typu společná osada (jišuv kehilati) na Západním břehu Jordánu v distriktu Judea a Samaří a v Oblastní radě Šomron (Samařsko).

## Geografie
Nachází se v nadmořské výšce 455 metrů na západním okraji hornatiny Samařska, cca 20 kilometrů severovýchodně od města Petach Tikva, cca 7 kilometrů západně od města Ariel, cca 38 kilometrů severozápadně od historického jádra Jeruzalému a cca 32 kilometrů severovýchodně od centra Tel Avivu.
Na dopravní síť Západního břehu Jordánu je napojen jednak pomocí lokálních silnic číslo 505 a 5066, které poskytují místní spojení k sousedním izraelským osadám, jednak prostřednictvím takzvané Transsamařské dálnice, která zajišťuje spojení jak s vnitrozemím Západního břehu Jordánu a s městem Ariel, tak s aglomerací Tel Avivu.
Vesnice leží v místě, kde se sbíhají dva úzké ale územně souvislé pásy izraelských sídel, které vybíhají hluboko do okupovaného Západního břehu Jordánu (tzv. blok osad Guš Ari'el). Součástí severnějšího z těchto pásů jsou obce Elkana, Ec Efrajim, Ša'arej Tikva a Oranit, jižní rameno izraelských osad tvoří obce Bejt Arje-Ofarim, Pedu'el, Alej Zahav a Bruchin. Východně od osady Barkan pak souvislý pás izraelských osad pokračuje sídly Kirjat Netafim a Revava a dál na východě pak vrcholí městem Ariel. Celý tento blok je ale prostoupen četnými palestinskými vesnicemi (nejblíže z nich Sarta a Biddja, necelé 2 kilometry západně od hranic osady Barkan).

## Dějiny
Východně od osady se nachází lokalita zvaná Chirbet Burak (חרבת בוראק) s pozůstatky starověkého židovského osídlení z doby prvního i druhého chrámu. Další pozůstatky původního židovského osídlení se nacházejí v prostoru nynější sousední arabské vesnice Karawat Bani Hassan severně od Barkan a také na jižní straně.
Vesnice byla založena roku 1981. O zřízení izraelské osady na tomto místě se uvažovalo už v roce 1977. Osídlení tu nakonec vzniklo až roku 1981. Zakladateli byla skupina rodin blízká pravicovým politickým hnutím Betar a Cherut. Původní jméno osady znělo Bejt Abba. Účelem zřízení nové obce bylo posílit řetězec izraelských sídel podél Transsamařské dálnice. Vlastní osada sestává ze dvou obytných čtvrtí. V roce 1997 vznikla nedaleko od obce skupina domů Ma'ale Jisrael, ve které se k roku 2007 uvádí dvacet stálých obyvatel. Podle databáze hnutí Šalom achšav jde o outpost (מאחז) tedy neautorizovanou výstavbu.
V srpnu 2009 se uvádí, že v osadě Barkan probíhají zemní práce na nové čtvrti s 62 bytovými jednotkami prováděné podle plánů z roku 2003.
Východně od osady Barkan se nachází velká průmyslová zóna Barkan (anglicky:Barkan Industrial Park, hebrejsky: איזור התעשיה ברקן) jedna z největší v Izraeli. Vznikla v roce 1981 na popud vlády Menachema Begina. V roce 1990 zde fungovalo 45 firem a existovalo tu přes 1000 pracovních míst. V roce 2004 už se počet pracovních míst zvýšil na cca 6000 a působilo tu okolo 120 firem. Jižně od Transsamařské dálnice sousedí s touto průmyslovou zónou Průmyslová zóna Ariel (anglicky:Ariel's Industrial Park). Ta byla založena v roce 1998 a dle stavu z roku 2008 v ní fungovalo cca 12 firem. V roce 2008 získalo město Ariel povolení k jejímu rozšíření na trojnásobnou plochu. Očekával se tu vznik 1500–2000 nových pracovních míst.
Podle plánů z počátku 21. století měla být obec Barkan společně se sousedními osadami v pásu až k městu Ariel zahrnuta do Izraelské bezpečnostní bariéry . Dle stavu z roku 2008 ale nebyla bariéra v tomto úseku ještě postavena a ani nedošlo k definitivnímu stanovení její trasy. Bariéra byla místo toho zatím postavena jen okolo osad Elkana, Ec Efrajim a Ša'arej Tikva. Izrael si ale hodlá sídla v tomto sídelním koridoru ponechat i po případné mírové dohodě s Palestinci.

## Demografie
Obyvatelstvo Barkan je v databázi rady Ješa popisováno jako sekulární. Podle údajů z roku 2014 tvořili naprostou většinu obyvatel Židé – cca 1500 osob (včetně statistické kategorie "ostatní", která zahrnuje nearabské obyvatele židovského původu ale bez formální příslušnosti k židovskému náboženství, cca 1600 osob).
Jde o menší obec vesnického typu s dlouhodobě rostoucí populací. K 31. prosinci 2014 zde žilo 1627 lidí. Během roku 2014 registrovaná populace stoupla o 5,9 %. Populace osady by se měla výhledově zvýšit ze stávajících 384 rodin na 500 rodin.
| Rok            | 1983 | 1989 | 1990 | 1991 | 1992 | 1993 | 1994 | 1995 | 1996 | 1997 | 1998  | 1999  | 2000  |
| -------------- | ---- | ---- | ---- | ---- | ---- | ---- | ---- | ---- | ---- | ---- | ----- | ----- | ----- |
| Počet obyvatel | 172  | 380  | 425  | 485  | 669  | 763  | 827  | 929  | 962  | 975  | 1 010 | 1 080 | 1 150 |

| Rok            | 2001  | 2002  | 2003  | 2004  | 2005  | 2006  | 2007  | 2008  | 2009  | 2010  | 2011  | 2012  | 2013  | 2014  |
| -------------- | ----- | ----- | ----- | ----- | ----- | ----- | ----- | ----- | ----- | ----- | ----- | ----- | ----- | ----- |
| Počet obyvatel | 1 160 | 1 200 | 1 217 | 1 215 | 1 231 | 1 257 | 1 267 | 1 317 | 1 359 | 1 401 | 1 464 | 1 502 | 1 536 | 1 627 |